# 古町 (花街)

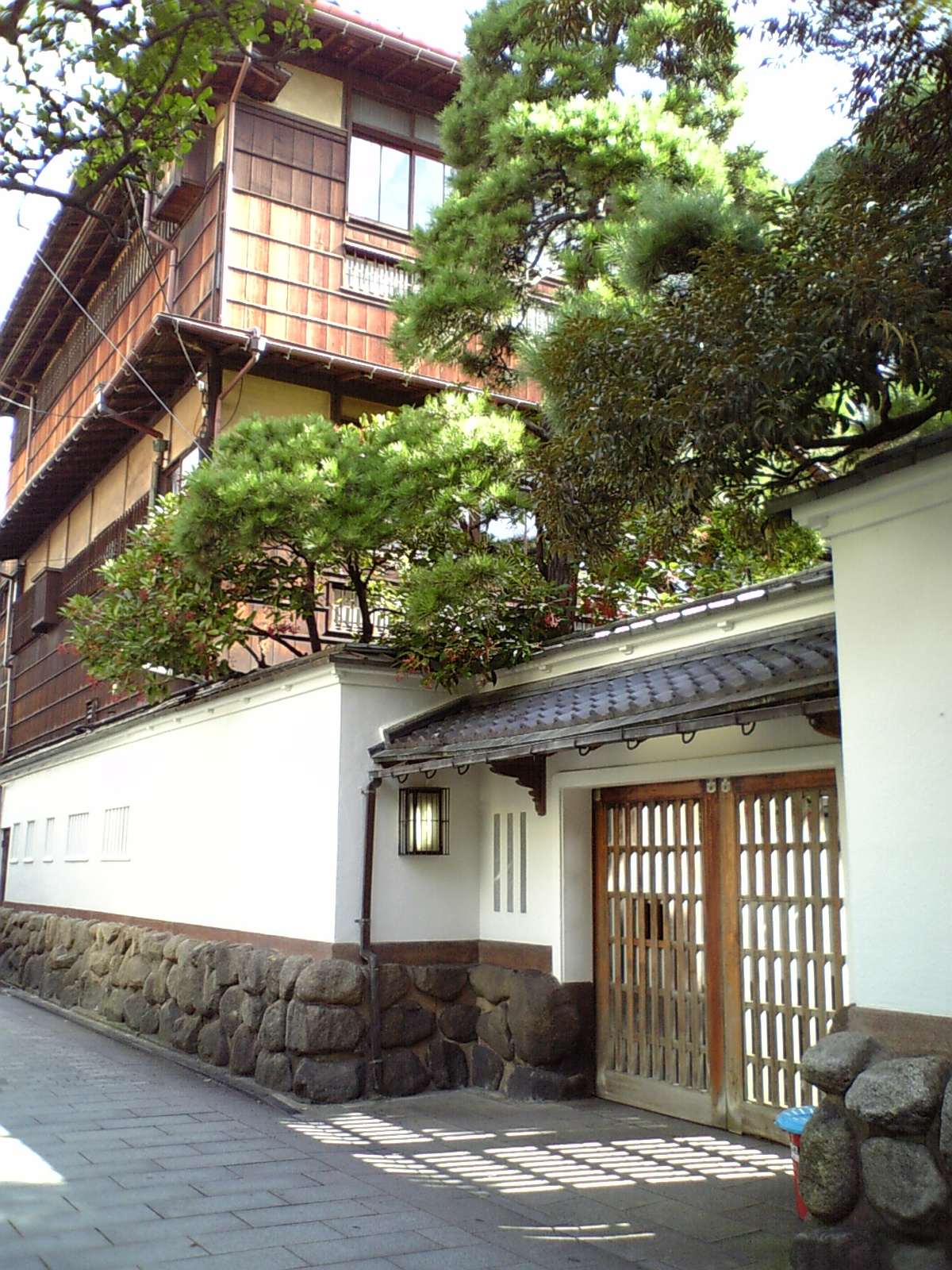
料亭「鍋茶屋」

花街としての古町（ふるまち）は、現在の新潟県新潟市中央区古町通の、8番町と9番町にまたがる地域にある。

## 概要
新潟県新潟市中央区の古町にある花街で、新潟市における料亭・待合・置屋が密集する地域である。
古町通8番町、同9番町、西堀前通8番町、同9番町、東堀通8番町、同9番町で形成され、1898年（明治31年）までに古町内に点在していた遊廓が本町通14番町に移転したことで花街となった。大正から昭和初期にかけて隆盛を誇り、出身人物に川田芳子、藤蔭静樹がいる。現在でも日本舞踊の流派である市山流が宗家を置き、その門弟で構成される古町芸妓が活動を行っている。

### 特徴
古町花街の特徴は、第二次世界大戦での空襲を免れたことにより、明治後期から昭和初期の建築物が多く現存していることと、京都型（平入り）とは異なり、妻入りの町屋が立ち並んでいることである。現役の花街でこうした妻入り様式の建物を主体としているのは、全国で唯一とされている。

## 地域

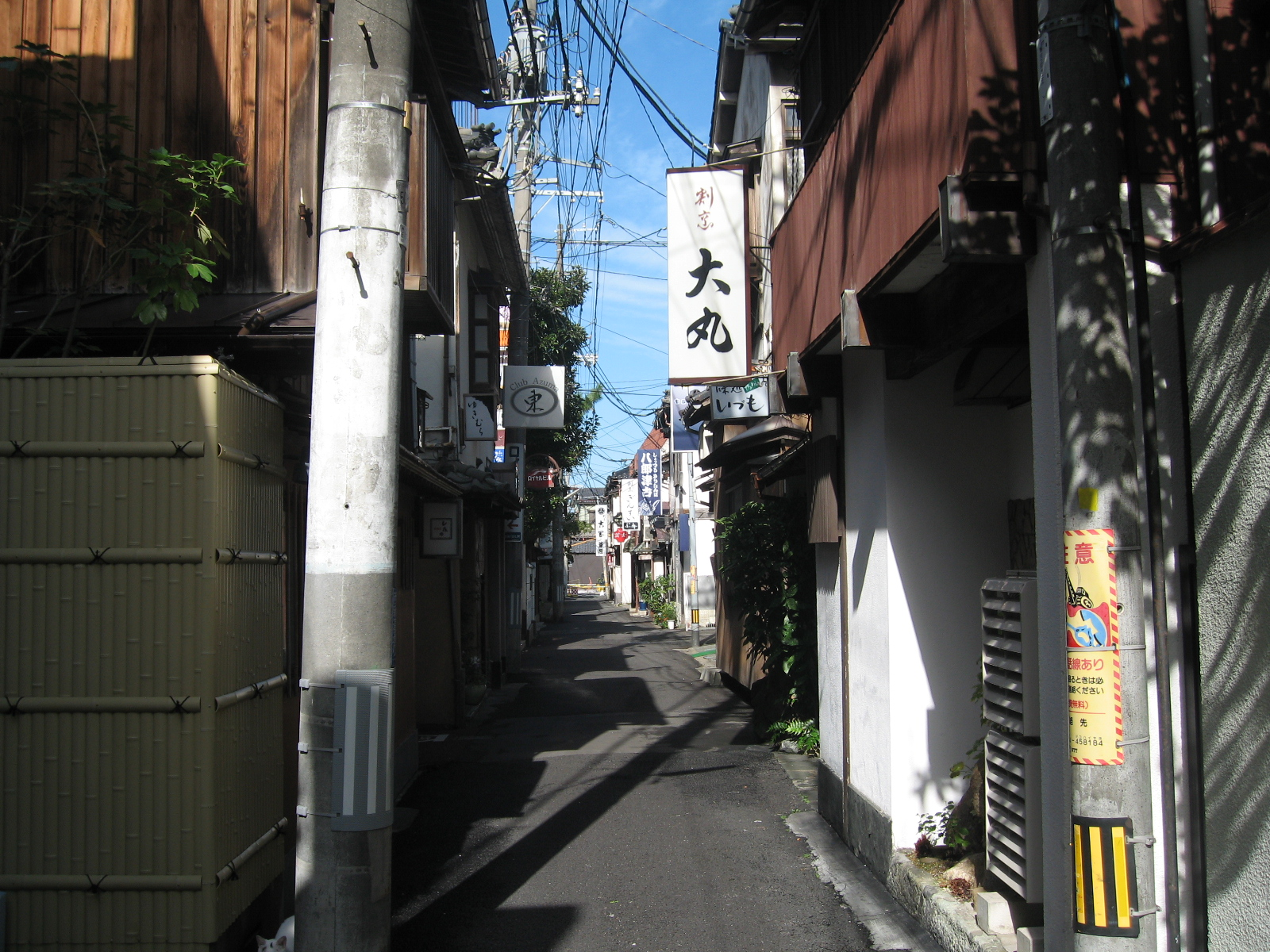
古町通9番町 西新道

古町花街は1960年代以前に堀があったころは、周囲を堀で囲まれた区域であった。
区域の真ん中を南北に古町通、東西に坂内小路が表通りとして通っている。古町通の周辺は開発が進んでホテルなどの建物が立ち並んでいるため、花街の雰囲気を感じることはできない。また、西堀前通と古町通の間には西新道が、古町通と東堀通の間には東新道が裏通りとして南北に通っており、明治後期からある建物は、西新道の9番町側と東新道で見ることができる。坂内小路の他の通りは細い路地が東西に通っている。

### 西堀前通8番町
かつて存在した店舗・施設
- 小三
2019年閉店[3]。

### 西堀前通9番町
店舗・施設
- 金辰

### 古町通8番町
店舗・施設
- 東新道沿い
  - 瓢亭（旧花岡家住宅、花岡邸）

1934年（昭和9年）ごろに建設された、かつて古町芸妓を指導した師匠の住居兼稽古場[4]。数寄屋造りの意匠を随所に凝らした2階建てで、2019年（令和元年）から鰻・日本料理店の瓢亭が所有、改修を行う[4]。
2023年（令和5年）に国の登録有形文化財に登録[5]。

かつて存在した店舗・施設
- 東新道沿い
  - 川辰仲

1935年（昭和10年）ごろに建設された芸妓置屋[6]。1997年（平成9年）に置屋を廃業した後、2015年（平成27年）ごろから内部を一般に公開している[6]。

### 古町通9番町
店舗・施設
- 西新道沿い
  - 大丸

1885年創業[7]。

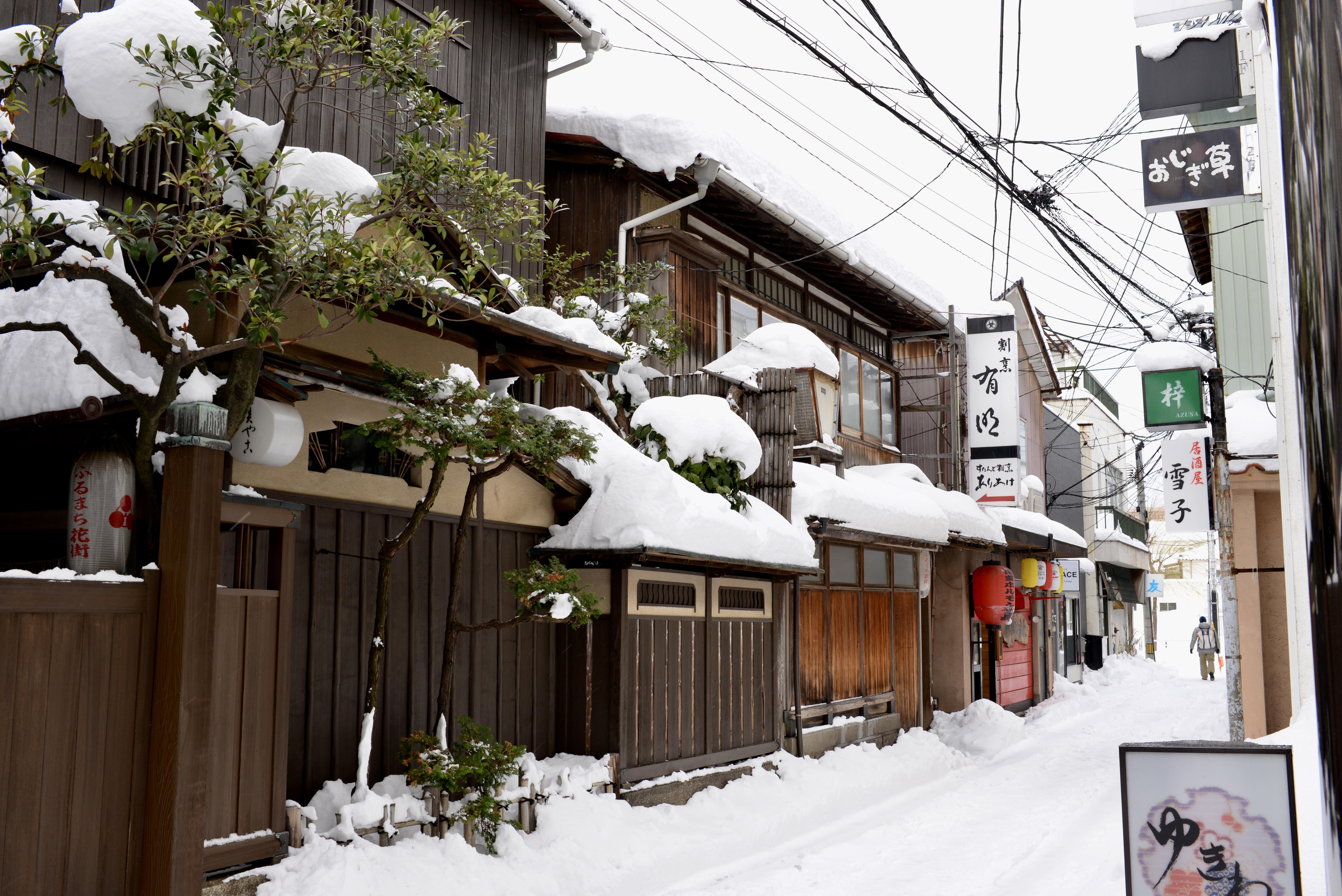
古町通9番町 東新道

創業当初は新潟市中央区東堀と現在の古町の2箇所にあったが、大正期、現所在地に木造2階建を建造して統合された[要出典]。
稲野和子の実家[要出典]。
  - 寿々むら

かつて存在した店舗・施設
- 東新道沿い
  - 割烹有明

1907年創業[8]、2016年閉店[9]。
店名は小倉百人一首の後徳大寺左大臣の歌に由来。
営業時は「すたんど割烹 ありあけ」を併設していた。
閉店後の建物は柳都振興株式会社が入居し[10]、古町芸妓の支度部屋としても使用[11]、2024年12月3日に登録有形文化財へ登録された[12][13][14]。
  - 古町柳都カフェ（旧：美や古）

美や古は2006年から休業中の茶屋。その後建物を利用した古町柳都カフェが開店するも、2023年営業終了[15]。

### 東堀前通8番町
店舗・施設
- 鍋茶屋

### 東堀前通9番町
店舗・施設
- かき正
1929年創業[16]。
株式会社かき正による運営[17]。
姉妹店の「かき忠」を併設。
- やひこ
1938年創業[18]。
新潟芽生会に加盟。

## 歴史
古町エリア周辺は、かつては日本有数の遊廓で江戸時代初期に書かれた『遊里遊郭番付表』では、京都・大坂・江戸の三都に次ぐ番付であった。
明治時代になると、法改正や新潟市内での大火（明治新潟大火）の影響も相まって遊廓は移転し、芸事が中心の花柳界（花街）へと変化した。
昭和初期には新橋・祇園と並び三大花街と呼ばれるまでとなり、この時期にすでに営業を開始している店舗も存在する。

### 江戸時代
末期
- 慶応2年（1866年） - 市山流三代目市山七十朗に師事する「とし（味方ねん）」が市山姓を受け、四代目市山七十世となる。

### 明治時代

#### 初期（明治元年 - 明治20年）
- 明治元年（1869年）11月19日 - 新潟港開港。外国船との貿易が開始される。
- 明治7年（1874年）3月 - 貸座敷規則、芸妓規則、遊女規則が布達される。
- 明治8年（1875年）8月28日 - 三代目市山七十朗が逝去。
- 明治9年（1876年） - 四代目市山七十世が、金比羅通金比羅神社隣の永楽座で三代目市山七十朗の一周忌追善舞踊会を開催する（新潟における最初の舞踊公演会）。
- 明治12年（1879年）2月 - 「新潟花かがみ」が刊行される。
- 明治12年（1879年）6月 - 芸妓の貸座敷への同居を禁ずる布達があり、芸妓は遊女と別居する。（新潟の花街における、芸妓置屋の起源）
- 明治13年（1880年） - 味方ねん（四代目市山七十世）が遊芸師匠の鑑札下付を願い出て、許可される。当初は古町通8番町の貸座敷五泉屋の広間を借りて指導、「五泉屋きち」が最初の弟子となる。その後、鈴木長蔵、荒川太二らが古町通9番町に稽古場付き住居を提供。市山流が新潟に定着する。
- 明治14年（1881年）8月 - 九代目市川團十郎を流祖とする市川流の名取となって「市川流市川登根」の看板を掲げていた舞踊師匠市川登根が、古町通1番町新明神社で門弟氏名を記録した桐板の額を献額する式を挙げる。
- 明治18年（1885年）9月7日 - 新潟県南魚沼郡清水村（現・南魚沼市清水）の清水峠から関東に通じる国道「清水越え新道」が開通。新潟県令篠崎五郎が開通式終了後に参列した北白川宮能久をはじめ、山縣有朋内務卿ら一行を新潟区白山公園内階楽館に招待。その余興として古町の雛妓8人による御前演舞が行われる。
- 明治19年（1886年）8月 - 初代萬代橋が開通。四代目市山七十世がこれを祝って作った曲である「新潟十景の内-渡り初め開化の賑ひ-」をお披露目する。その後まもなく「庄内屋しん」が柳原前光に身請けされる。

#### 後期（明治21年 - 明治45年）
- 明治22年（1889年）4月1日 - 市制施行で新潟市が発足。
- 明治30年（1897年） - 後藤象二郎の死去により、長男の猛太郎が後藤家を相続。伯爵位を継ぐ。これにより猛太郎の妻である古町芸妓出身の「三会るん」が伯爵夫人となる。
- 明治31年（1898年）8月21日 - 新潟町の各地に点在していた遊廓が横七番街以北に移転統合され、本町通14番町と常磐町（現:翁町）からなる「新潟遊郭」が形成される。遊廓が移転したことで、新たに芸妓だけの花街「古町花街」が古町通8番町、9番町に誕生する。
- 明治41年（1908年）1月 - 市川流市川登根、沼垂芸妓のために出稽古を始める。
- 明治41年（1908年）3月8日 - 新潟市古町通8番町、芸妓置屋若狭屋を火元とする火事（若狭屋火事）で古町花街の大半が焼け、初代萬代橋が焼け落ちる。このため、沼垂町鶴善楼へ出稽古中であった市川流市川登根は、しばらくの間、沼垂町に滞留して沼垂芸妓の舞踊指導にあたる。

### 大正時代
- 大正元年（1912年） - 市川流市川登根の孫で、藤間流藤間勘右衛門に師事していた会田力子が「藤間小藤」の名を許される。
- 大正3年（1914年）4月1日 - 新潟市が信濃川対岸の沼垂町と合併。新潟市の花街に「沼垂花街」が加わり、「古町花街」「下町花街」「沼垂花街」の3花街となる。
- 大正4年（1915年） - 新潟新聞社が新潟花街約300人の中から「新潟十美人」を選定する投票を5月1日から5月31日にかけて開催。
- 大正5年（1916年） - 市川流市川登根が逝去。
- 大正5年（1916年） - 市山流四代目市川七十世の孫である川田亀が、五代目市川七十世を襲名。
- 大正7年（1918年） - 市山流四代目市川七十世が逝去。
- 大正9年（1920年）9月11日 - 古町芸妓の「庄内屋八重」であった藤間静江（のちの藤蔭静樹）が、新潟劇場で「藤蔭会第七回新潟公演」を開催。
- 大正11年（1922年） - 藤間小藤の妹で、藤間勘八の内弟子となっていた会田仲子が「藤間仲子」の名取名を許されて帰郷。市川登根の生前からの願いと師匠筋の了解を得て「市川仲子」を名乗る。
- 大正11年（1922年）10月23日 - 沼垂日吉町に市川登根の功績を称える「市川師匠謝恩之碑」が建碑される。
- 大正14年（1925年） - 市山流五代目、従来の温習会の名称を「市山研踊会」に変更。7月19日から20日に「第一回市山研踊会」を新潟劇場で開催。
- 大正15年（1926年） - 5月10日から12日に新潟市で「全国料理飲食店業同盟会第26回大会」が開催。2日目の余興に市川流（藤間連）の舞踊、3日目の余興に市山流の「連獅子」、「新潟八景」、「舟江名物盆踊り」が披露される。
- 大正15年（1926年） - 12月15日から16日に新潟劇場で「第二回市山研踊会」が開催される。市山流五代目の娘、実子（のちの六代目市山七十朗）が初舞台を踏む。

### 昭和時代

#### 初期（昭和元年 - 昭和20年）
- 昭和4年（1929年）8月 - 二代目の隣に鉄筋コンクリート橋の三代目萬代橋が竣工。
- 昭和7年（1940年） - 坂井サイが市川流市川仲子の内弟子として入門。
- 昭和8年（1933年） - 市山流が東京明治座で「市山研踊会東京公演」を開催。
- 昭和10年（1935年） - 新潟市産業組合が11月7日から10日にかけて、新潟花街の総力を結集した「舟江をどり」を開催。振り付けは市山流五代目市川七十世と市川流市川仲子が担当。しかし、昭和11年（1936年）の二・二六事件の発生と日独防共協定の締結、昭和12年（1937年）の日中戦争の勃発などにより1回の開催で中止となる。
- 昭和12年（1937年） - 盧溝橋事件が発生。花街の歌と踊りが事変色に染まる。
- 昭和15年（1940年） - 新潟県当局がカフェ、バーなどの風俗営業の新規開業を禁止。営業時間を制限するなど花街への取り締まりが強化される。
- 昭和15年（1940年） - 市川流市川仲子の内弟子である坂井サイが、「藤間茂藤」の名を許される。
- 昭和16年（1941年） - 真珠湾攻撃で太平洋戦争（大東亜戦争）が開戦。
- 昭和19年（1944年）2月25日 - 「決戦非常措置要綱」により、芸妓置屋や芸妓などが休業。芸妓連、女子挺身隊員として作業に従事。
- 昭和20年（1945年）8月11日 - 原爆疎開により新潟市が無人となる。
- 昭和20年（1945年）8月15日 - 玉音放送が放送され、終戦を迎える。
- 昭和20年（1945年）9月24日 - 米軍が新潟市に進駐し、新潟市公会堂に師団司令部を置く。

#### 中期（昭和21年 - 昭和49年）
- 昭和22年（1947年）7月1日 - 「飲食営業緊急措置令」が公布される。
- 昭和24年（1949年）4月1日 - 野菜の配給統制が解除される。
- 昭和25年（1950年）4月1日 - 魚などの水産物の統制が全面的に撤廃される。
- 昭和25年（1950年）7月 - みそ、しょうゆが自由販売となる。古町の料亭が通年営業を再開。
- 昭和28年（1953年）8月 - 「古町芸妓番付」が発行される。
- 昭和34年（1959年） - 市川流市川仲子が逝去。新潟藤間流門下名取一同の協議により、藤間茂藤が西堀通8番町に稽古場を開き、希望者の指導にあたる。
- 昭和35年（1960年） - 古町芸妓202名を掲載したガイドブック、「新潟花街」が発行される。（昭和30年代の古町芸妓の人数は200名前後で推移）
- 昭和41年（1966年） - 古町芸妓の人数が168名に減少する。
- 昭和43年（1968年）1月 - 市山流五代目市川七十朗が逝去。
- 昭和45年（1970年） - 古町芸妓の人数が136名に減少。昭和43年以降、振袖希望者が0人に。
- 昭和45年（1970年）3月1日 - 市山流六代目市川七十世が六代目市川七十朗を、六代目の娘、純子が七代目市川七十世を襲名。

#### 後期（昭和50年 - 昭和64年）
- 昭和50年（1975年） - 七代目市山七十世が東京でリサイタル公演「市山七十世の会」を開催。以来、平成13年（2001年）まで20回開催される。
- 昭和51年（1976年） - 古町芸妓の人数が110名に。
- 昭和58年（1983年） - 市川流藤間小藤が逝去したことにより、新潟における市川流の系統が断絶する。
- 昭和61年（1986年） - 古町芸妓の人数が60名に。最年少の芸妓が36歳、平均年齢が53歳と高齢化する。
- 昭和62年（1987年） - 芸妓出入りの料理屋や財界人の出資により「柳都振興株式会社」が設立される。

### 平成時代
- 平成元年（1989年） - 市山流六代目市山七十郎により、「第一回ふるまち新潟をどり」が開催される（以後、現在まで毎年開催）[注 1]。
- 平成5年（1993年）2月 - 「第1回にいがた冬-食の陣」開催。古町芸妓が踊りを披露。以来、「新潟芸妓華の舞」、「ふるまち料亭の味-芸妓の舞コース」と名を変ながらも、毎年踊りを披露する。
- 平成6年（1994年） - 七代目市山七十世、平成6年度文化庁芸術祭賞を受賞[19]。
- 平成9年（1997年）5月9日 - 「柳都振興株式会社」創立10周年記念祝賀会がホテルイタリア軒で行われる。
- 平成12年（2000年）11月 - 「柳都振興後援会」が設立される。
- 平成15年（2003年）7月16日 - 市山流、新潟市の無形文化財に認定される[20]。
- 平成18年（2006年）2月17日 - 六代目市山七十郎が逝去[21]。
- 平成18年（2006年）11月13日 - 「柳都振興株式会社」創立20周年記念祝賀会がホテルイタリア軒で行われる。
- 平成20年（2008年）6月15日 - 「第二十回ふるまち新潟をどり」開催